# Appât (sport)
Pour les articles homonymes, voir Appât (homonymie).
Un appât, dans les sports de combat, est un moyen mis en place afin d’entraîner une réponse offensive de l’adversaire, et cela à son propre avantage. Il consiste à commander une action ou une attitude chez l’adversaire pour en tirer parti. Ce procédé tactique appartient à la catégorie des tromperies et notamment des pièges.
Dans ce type de manœuvre, on parle de technique de "contre-information" (on donne une fausse information).

## Ensport de combat de percussion(boxe,karaté,taekwondo,sanda, etc.)
Un ensemble de manœuvres pour amener l’adversaire à exécuter des actes bien précis coexistent. En sport de combat de percussion dit de cible, la plus connue est la découverte d’une cible personnelle.
Il existe deux catégories d’appât : 
- soit « simuler une faute technique » (appât d’ordre technique)
- soit « simuler une difficulté passagère » (appât d’ordre physiologique ou psychologique).

Parmi les appâts d’ordre « technique » les plus connus, nous trouvons :
- « la découverte d’une cible pour inviter l’adversaire à la viser » (notion de sacrifice de cible) ;
- « la simulation d’une faute de déplacement ou de placement, d’une erreur tactique, pour obliger l’adversaire à passer à l’offensive » (Exemple en boxe : attirer l’opposant dans le coin du ring, non pas pour subir son offensive mais pour placer une contre-offensive (un coup d’arrêt ou un coup de contre).

Pour ce qui concerne les appâts d’ordre « physiologique » ou « psychologique », nous trouvons :
- « la simulation d’une difficulté physique ou mentale » (montrer une fatigue soudaine, faire preuve d’un manque de combativité, simuler un hors-combat (ou « demi-K.O »). Par exemple en boxe, en se couchant sur les cordes afin de placer un contre lorsque l’adversaire se relâche ou bien réagit. Ce type d’attitude relève d’un manque d’esprit sportif et on nomme ces athlètes des « vicelards » pour ne pas dire des vicieux, ce qui les différencie largement des athlètes honnêtes et usant exclusivement de malice.

Voir aussi : invitation (« invite »), manipulation, manœuvre, piège et tromperie.

### Illustration enboxe
Exemples d’appât de type technique : 
1.  ➜   2.  

1. Après un appât et une absorption d’un uppercut…

2. ...(B) riposte en coup de poing plongeant du bras arrière
1.   ➜   2.  

1. Observation : (A) est un attentiste en jab notamment

2. Décision tactique : (B) va appâter le coup de poing et contrer en coup de pied direct (front-kick)

## Sources
- Georges Blanchet, Boxe et sports de combat en éducation physique, éd. Chiron, Paris, 1947
- Alain Delmas, 1. Lexique de la boxe et des autres boxes (Document fédéral de formation d’entraîneur), Aix-en-Provence, 1981-2005 – 2. Lexique de combatique (Document fédéral de formation d’entraîneur), Toulouse, 1975-1980.
- Jack Dempsey, Championship fighting, éd. Jack Cuddy, 1950
- Gabrielle & Roland Habersetzer, Encyclopédie des arts martiaux de l'Extrême-Orient, éd. Amphora, Paris, 2000
- Louis Lerda, J.C. Casteyre, Sachons boxer, éd. Vigot, Paris, 1944
- Marcel Petit, Boxe : technique et entraînement, Paris, éd. Amphora, Paris, 1972